# Münstertalbahn
| |                                                         |                            |                            |
| Streckennummer (DB): | 9433 (Bad Krozingen–Sulzburg) 9434 (Staufen–Münstertal) |                            |                            |
| Kursbuchstrecke (DB): | 725                                                     |                            |                            |
| Kursbuchstrecke: | 303m (1946)                                             |                            |                            |
| Streckenlänge: | 11,0 km stillgelegt: 5,6 km                             |                            |                            |
| Spurweite: | 1435 mm (Normalspur)                                    |                            |                            |
| Streckenklasse: | C2                                                      |                            |                            |
| Stromsystem: | 15 kV 16,7 Hz ~                                         |                            |                            |
| Maximale Neigung: | 22,2 ‰                                                  |                            |                            |
| Minimaler Radius: | 190 m                                                   |                            |                            |
| Streckengeschwindigkeit: | 80 km/h                                                 |                            |                            |
| |                                                         |                            |                            |
| \| \| \| Rheintalbahn von Basel \| \| \| \| 0,0 0,0 \| Bad Krozingen \| Bad Krozingen \| \| \| \| Rheintalbahn nach Mannheim \| \| \| \| 1,3 0,0 \| Bad Krozingen Ost \| Bad Krozingen Ost \| \| \| 2,2 0,0 \| Oberkrozingen \| Oberkrozingen \| \| \| 5,2 0,0 \| Staufen \| 284 m \| \| \| \| Neumagen \| \| \| \| 5,4 0,2 \| \| \| \| \| 7,0 0,0 \| Grunern \| Grunern \| \| \| 9,2 0,0 \| Ballrechten-Dottingen \| Ballrechten-Dottingen \| \| \| 11,0 0,0 \| Sulzburg \| 325 m \| \| \| 1,0 \| Staufen Süd \| Staufen Süd \| \| \| \| Neumagen \| \| \| \| 3,0 \| Etzenbach \| Etzenbach \| \| \| 4,4 \| Dietzelbach \| Dietzelbach \| \| \| 5,0 \| Hof (Münstertal) \| Hof (Münstertal) \| \| \| 5,8 \| Münstertal (Schwarzwald) \| Münstertal (Schwarzwald) \| |                                                         |                            |                            |
| Strecke |                                                         | Rheintalbahn von Basel     | Rheintalbahn von Basel     |
| Bahnhof | 0,0 0,0                                                 | Bad Krozingen              | Bad Krozingen              |
| Abzweig geradeaus und nach links |                                                         | Rheintalbahn nach Mannheim | Rheintalbahn nach Mannheim |
| Haltepunkt / Haltestelle | 1,3 0,0                                                 | Bad Krozingen Ost          | Bad Krozingen Ost          |
| Haltepunkt / Haltestelle | 2,2 0,0                                                 | Oberkrozingen              | Oberkrozingen              |
| Bahnhof | 5,2 0,0                                                 | Staufen                    | 284 m                      |
| Brücke über Wasserlauf |                                                         | Neumagen                   | Neumagen                   |
| Verschwenkung von links (Strecke außer Betrieb) · Verschwenkung von rechts | 5,4 0,2                                                 |                            |                            |
| Haltepunkt / Haltestelle (Strecke außer Betrieb) · Strecke | 7,0 0,0                                                 | Grunern                    | Grunern                    |
| Haltepunkt / Haltestelle (Strecke außer Betrieb) · Strecke | 9,2 0,0                                                 | Ballrechten-Dottingen      | Ballrechten-Dottingen      |
| Kopfbahnhof Streckenende (Strecke außer Betrieb) · Strecke | 11,0 0,0                                                | Sulzburg                   | 325 m                      |
| Haltepunkt / Haltestelle | 1,0                                                     | Staufen Süd                | Staufen Süd                |
| Brücke über Wasserlauf |                                                         | Neumagen                   | Neumagen                   |
| Haltepunkt / Haltestelle | 3,0                                                     | Etzenbach                  | Etzenbach                  |
| Haltepunkt / Haltestelle | 4,4                                                     | Dietzelbach                | Dietzelbach                |
| Haltepunkt / Haltestelle | 5,0                                                     | Hof (Münstertal)           | Hof (Münstertal)           |
| Kopfbahnhof Streckenende | 5,8                                                     | Münstertal (Schwarzwald)   | Münstertal (Schwarzwald)   |

Die Münstertalbahn ist eine eingleisige, elektrifizierte Nebenbahn von Bad Krozingen nach Münstertal (Schwarzwald). In Bad Krozingen ist die Strecke an die Rheintalbahn angebunden. Eigentümer und Betreiber der Münstertalbahn ist die Südwestdeutsche Landesverkehrs-AG (SWEG). Die Betriebseinrichtungen befinden sich im Bahnhof von Staufen. Der Personenverkehr auf dem ehemaligen Streckenast nach Sulzburg wurde 1969 eingestellt.

## Streckenverlauf
Die Trasse verläuft größtenteils durch Felder, Wiesen und Waldgebiete. Die Strecke beginnt in Bad Krozingen und führt über Oberkrozingen bis nach Staufen. Dort verzweigte sich die Nebenbahn in zwei Äste. Der – zuerst erbaute und heute stillgelegte – Südast führte über Grunern und Ballrechten-Dottingen nach Sulzburg. Der Nordast wurde erhalten und führt über Etzenbach und Dietzelbach nach Münstertal. Die Strecke – einschließlich des stillgelegten Abschnitts – befindet sich vollständig im Landkreis Breisgau-Hochschwarzwald.

## Geschichte

### Bau der Stichstrecke Krozingen–Sulzburg und erste Betriebsjahre

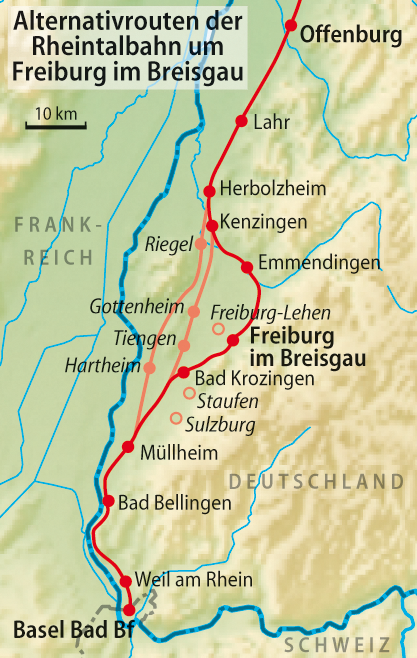
Weder die angedachten Routen der Rheintalbahn (orange), noch die tatsächliche mit der Anbindung Freiburgs (rot) berührten Sulzburg und Staufen.

Nach Artikel 1 des Badischen Eisenbahngesetzes von 1838 sollte die Badische Hauptbahn von Mannheim bis Basel „möglichst nahe dem Gebirge“ geführt werden. Das machte es für Freiburg aufgrund seiner Größe möglich, von einer geraden Streckenführung über die angedachten Routen (orange) abzusehen und es über die verwirklichte Route (rot) an die Rheintalbahn anzubinden. Alle Alternativen der Bahnstrecke konnten aber schon aus geografischen Gründen einen Anschluss von Staufen (wegen des Schlossbergs) und von Sulzburg (wegen seiner Lage in einem Seitental des Schwarzwalds) nicht vorsehen. Beide Städte gerieten deshalb wirtschaftlich zusehends ins Abseits, weil sich die Industrie an der Bahnlinie ansiedelte und die Bewohner der abseits gelegenen Orte dahin folgten.
Deshalb wurde ab 1884 der Bau verschiedener Bahnverbindungen diskutiert: Krozingen–Staufen, Schallstadt–Staufen–Sulzburg–Müllheim, Sulzburg–Heitersheim. Die nach einer Entscheidung für eine Stichstrecke Krozingen–Staufen–Sulzburg von Hermann Bachstein 1890 begonnenen Arbeiten wurden schnell wieder eingestellt. Die Stadt Staufen richtete deshalb am 25. Februar 1892 eine Petition an die Regierung und die Landstände in Karlsruhe wegen einer Bahn von Krozingen nach Staufen. Letztlich wurde entschieden, eine normalspurige Nebenbahn auf der schon projektierten Strecke zu bauen. Die beiden Städte fragten dafür das Berliner Unternehmen Vering & Waechter an, das schon die Lokalbahn Rhein–Ettenheimmünster betrieb und mit den Planungen für die Kandertalbahn befasst war. Eine Zusage ging am 3. April 1892 ein. Nach Stellung des Geländes für den Bahnbetrieb und Gewährung einer Subvention von 110.000 Mark wurde am 15. April 1894 die Konzession erteilt und schon am 20. Dezember 1894 konnte die Nebenbahn eingeweiht werden.

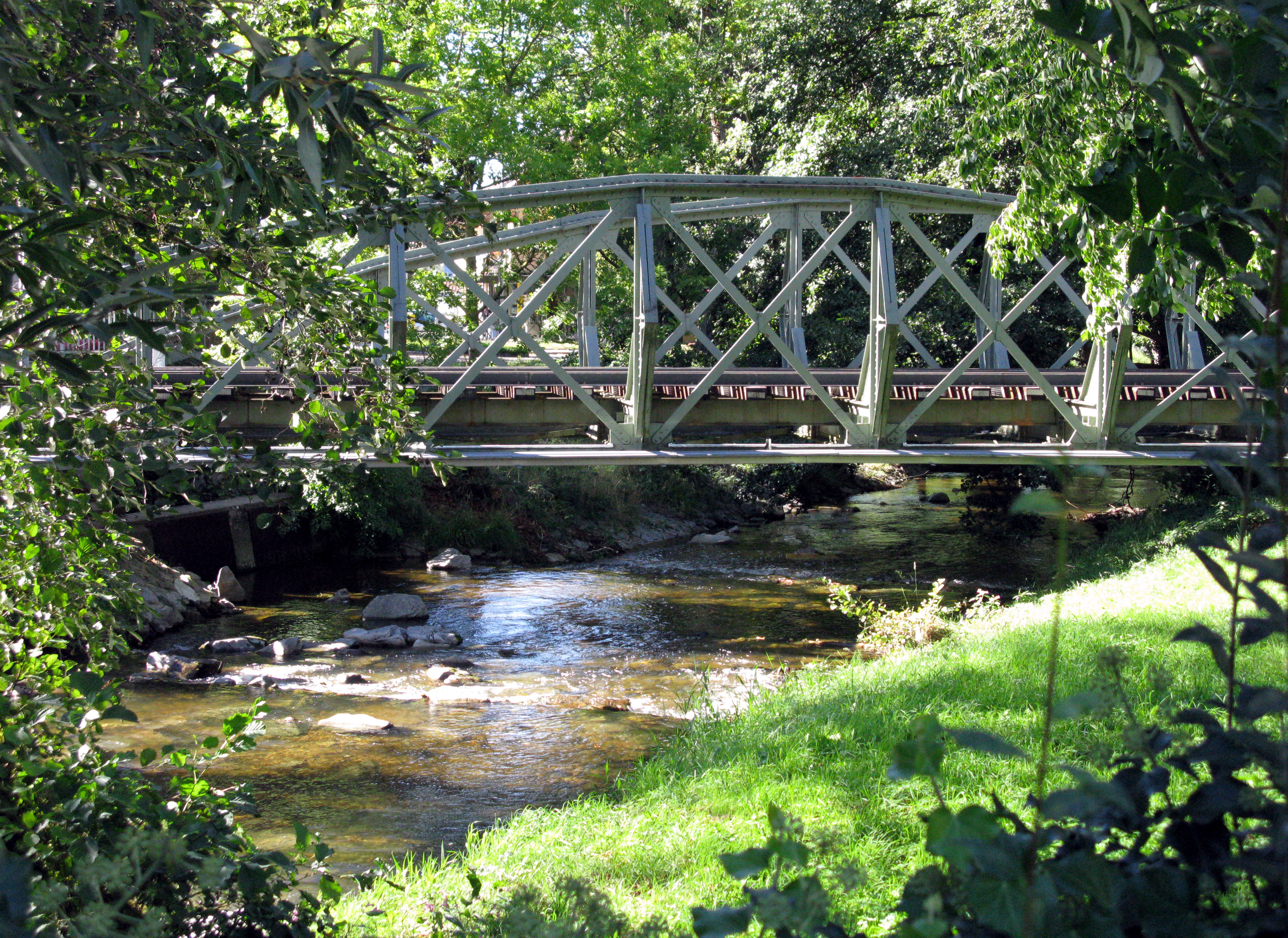
Bahnbrücke über den Neumagen

Die Strecke verlief zu fast 70 Prozent in gerader Linie. Nur zwischen dem Bahnhof Staufen und der Brücke über den Neumagen lag ein kleiner Radius von nur 200 Meter vor. Die Steigungsverhältnisse waren andererseits nicht so günstig. Nicht einmal 20 Prozent der Strecke lagen in der Horizontalen. Auf insgesamt immerhin 2.350 Meter waren Steigungen von 1:50 (oder 20 ‰) zu überwinden, was bei einer Hauptbahn noch nicht als Steilstrecke bezeichnet wird. Im Februar 1895 wurde die Strecke in die Liste jener aufgenommen, in denen das Internationale Übereinkommen über den Eisenbahn-Frachtverkehr Anwendung findet. Der Betrieb entwickelte sich bis zum Ende des Ersten Weltkriegs sehr günstig, die Einnahmen waren höher als zunächst veranschlagt. Schon 1904/05 mussten die Verladeplätze am Bahnhof Sulzburg vergrößert werden.
1898 gründete die Firma Vering & Waechter die Deutsche Eisenbahn-Betriebs-Gesellschaft AG (DEBG) für den Betrieb ihrer eigenen Bahnen. Diese übernahm noch im selben Jahr zunächst die Konzession für die Nebenbahn. Am 31. März 1901 ging diese dann zusammen mit der Nebenbahn Haltingen–Kandern und der gemeinsamen Werkstatt in Sulzburg zum Preis von 967.000 Mark völlig auf die DEBG über.

### Betriebsstellen
Der heutige Haltepunkt Bad Krozingen Ost fand 1885 als Bahnhof Wiere erstmals Erwähnung, als dort eine Kyanisieranstalt durch Holzhändler Himmelsbach eingerichtet wurde und 1898 die Firma Risler und Co. einen privaten Gleisanschluss zum Bahnhof Wiere verlegte. Später wurde er in Krozingen Kyranisieranstalt als Haltestelle für Güterzüge umbenannt, die zum Mutterbahnhof Staufen gehörte. Der Güterzughalt besaß 1939 eine Gleiswaage für 30 t sowie eine Seitenrampe.

### Bau der Streckenastes nach Münstertal

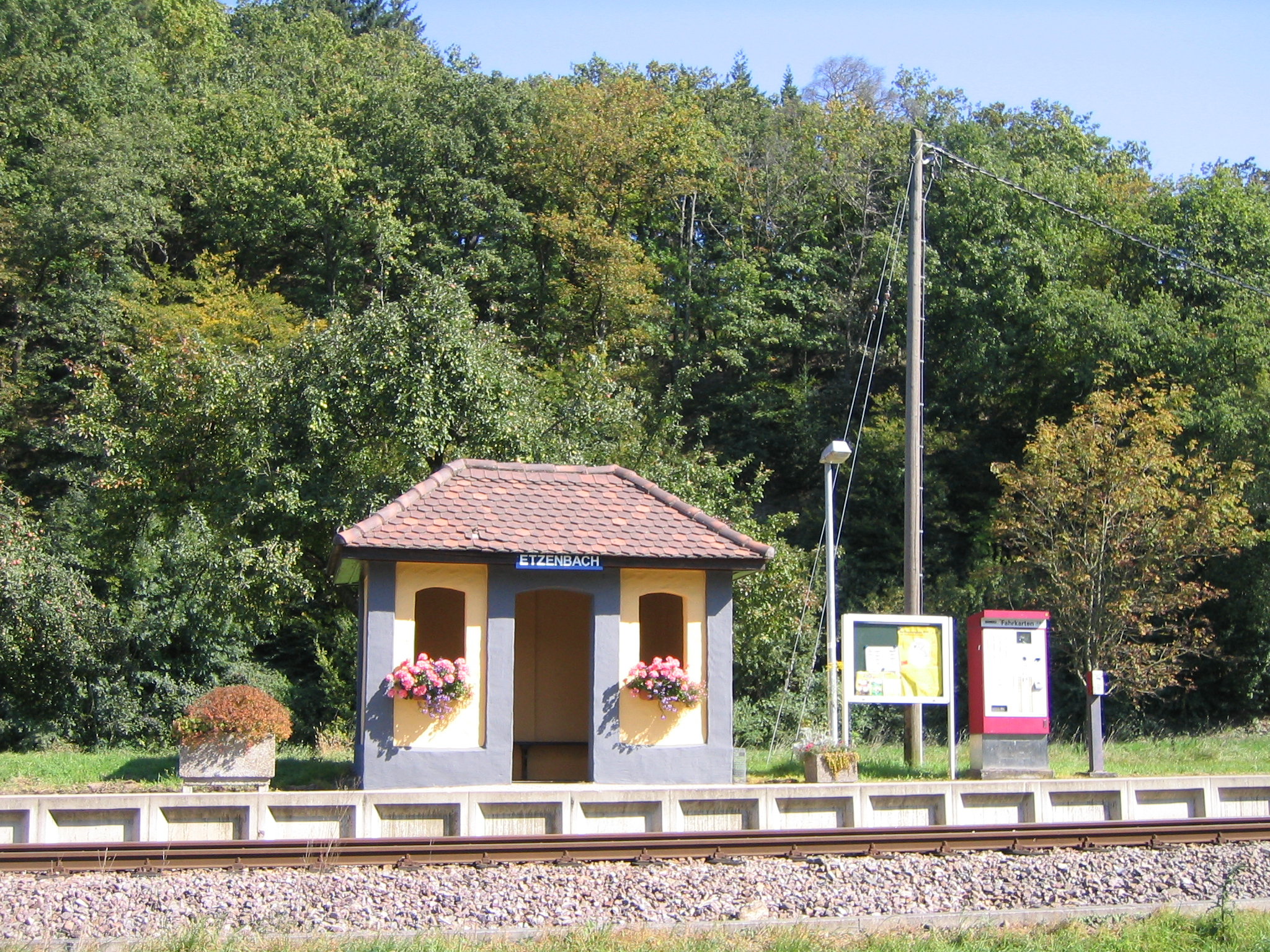
Haltepunkt Etzenbach

Schon von 1896 bis 1912 wurden Projekte entwickelt, um einen Verkehrsanschluss in das Münstertal zu bringen. Sie scheiterten an der Uneinigkeit der damals selbstständigen Gemeinden Unter- und Obermünstertal. Schließlich wurde der DEBG am 30. Juli 1913 eine Konzession für eine Nebenbahn Staufen–Untermünstertal erteilt. Von veranschlagten Kosten von etwa 89.000 Mark pro Kilometer Bahnlänge verpflichtete sich das Land, 30.000 Mark zu übernehmen und die Gemeinde Untermünstertal 10.000 Mark.
Der Bau, der der Firma Vering & Waechter übertragen wurde, begann Anfang Oktober 1913. Durch den Kriegsausbruch wurde er beeinträchtigt, aber nicht unterbrochen, sodass der neue Streckenteil schließlich am 1. Mai 1916 in Betrieb genommen werden konnte. Aus topografischen Gründen musste der Bahnhof Untermünstertal am rechten Ufer des Neumagens liegen. Es hätte deshalb nahe gelegen, den Abzweig am Bahnhof Staufen zu schaffen, um eine Flusskreuzung zu vermeiden. Das hätte aber eine Durchfahrt der Stadt bedeutet. Man entschied sich deshalb, zunächst die Neumagenbrücke der bestehenden Bahn zu benutzen und hinter dem Friedhof mit einer Weiche abzuzweigen. Da wegen bebauter Grundstücke vom neu geschaffenen Bahnhof Staufen Süd keine direkte Überleitung über den Neumagen möglich war, folgt die Strecke nach einer S-Kurve auf dem linken Flussufer dem Lauf des Neumagens, bis sie diesen überquert und auf dem rechten Flussufer fortgesetzt wird. Nur bei der Abzweigung von der ursprünglichen Bahn musste ein Kurvenradius von nur 200 Meter gewählt werden. Zu über 60 Prozent verläuft die Strecke in der Geraden. Der Streckenast nach Münstertal bewältigt einen Steigung um 90,21 Meter. Nur 100 Meter liegen in der Horizontalen, während die größte Steigung von 1:45 sich über 1071 Meter erstreckt. Der Bahnhof Untermünstertal wird auf einem etwa drei Meter hohen Damm erreicht und hat am Ende der Bahn einen Einschnitt von fast sieben Meter.

### Übernahme durch die SWEG und Stilllegung des Sulzburger Streckenastes

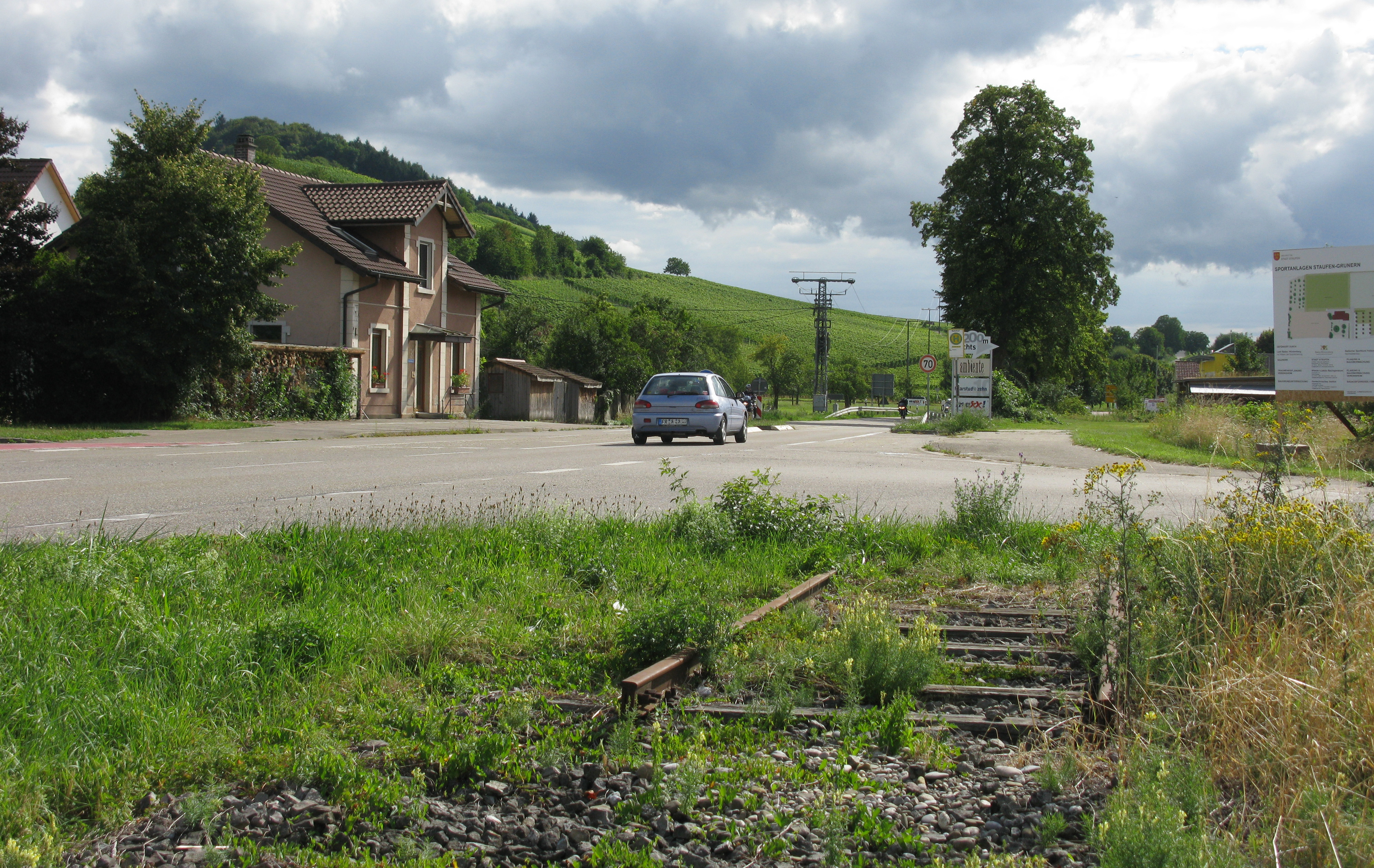
Gleise der stillgelegten Strecke bei Grunern mit ehemaliger Bahnhofsgaststätte

1963 wurde die Strecke von der Südwestdeutschen Verkehrs-Aktiengesellschaft (SWEG) übernommen. Am 27. September 1969 wurde der Personenverkehr auf dem Ast nach Sulzburg eingestellt und durch eine Buslinie ersetzt. Der Güterverkehr zwischen Grunern und Sulzburg endete am 15. März 1973, danach wurde der Abschnitt ab Mitte der siebziger Jahre abgebaut. Nach Insolvenz des zuletzt in Grunern angeschlossenen Industriebetriebs wurde 1996 auch der Betrieb auf dem Reststück eingestellt. Heute ist die Trasse nach Sulzburg teilweise überbaut.
Zum 30. September 2002 wurde die Güterverkehrsstelle Staufen geschlossen. Die Weiche der letzten vorhandenen Ausweichanschlussstelle eines Industriebetriebs wurde zwei Jahre später demontiert.

### Elektrifizierung und Modernisierung
Die Kooperationsvereinbarung zwischen RVG und NVBW vom 11. März 2009 beinhaltete die Elektrifizierung des S-Bahn-Netzes im Freiburger Raum bis zum Jahr 2018. Dabei wurde auch die Strecke Bad Krozingen–Münstertal während einer Vollsperrung zwischen dem 29. Mai 2012 und dem 9. Juni 2013 elektrifiziert.
Zunächst wurde der Betrieb am 29. Mai 2012 vorübergehend eingestellt, um den Oberbau der Strecke zu erneuern. Nachdem am 23. Juli 2012 das Regierungspräsidium die Elektrifizierung der Bahnlinie freigegeben hatte, konnte mit den dafür erforderlichen Arbeiten für geplante 14 Millionen Euro begonnen werden. Anfang 2013 wurde bekannt, dass die elektrischen Triebwagen nicht mit 80 km/h, sondern nur mit 60 km/h fahren können, da die Landeszuschüsse zum Ausbau der Bahnübergänge nicht genehmigt worden waren. Mitte Februar 2013 wurden die Mittel trotz eines generellen Bewilligungsstopps im Verkehrsministerium freigegeben.
Das elektrische Stellwerk in Staufen wurde im August 2013 in Betrieb genommen. Am 21. September 2013 eröffnete Landesverkehrsminister Winfried Hermann offiziell den elektrischen Betrieb, nachdem die Oberleitung am 15. Juli 2013 unter Spannung (15.000 Volt) gesetzt worden war.

## Bedienung
Die Strecke liegt komplett im Tarifbereich des Regio-Verkehrsverbund Freiburg (RVF).
| Linie | Verlauf | Takt                                                                                             |
| ----- | --- | ------------------------------------------------------------------------------------------------ |
| S3    | (Freiburg (Breisgau) Hbf –) (ein Zugpaar sonn-/feiertags) Bad Krozingen – Bad Krozingen Ost – Oberkrozingen – Staufen – Staufen Süd – Etzenbach – Dietzelbach – Hof (Münstertal) – Münstertal (Schwarzwald) Stand: Fahrplanwechsel Dezember 2022 | 60 min 30 min (Bad Krozingen–Staufen Süd werktags) 30/60 min (Staufen Süd–Münstertal wochentags) |

Zwischen Bad Krozingen und Staufen Süd besteht ein Halbstundentakt, im weiteren Verlauf bis Münstertal ein Stundentakt mit einzelnen Verdichtungen in der Hauptverkehrszeit. Sonntags gibt es auch einen durchgehenden Zug, der ohne Zwischenhalt von/nach Freiburg fährt.

## Fahrzeuge

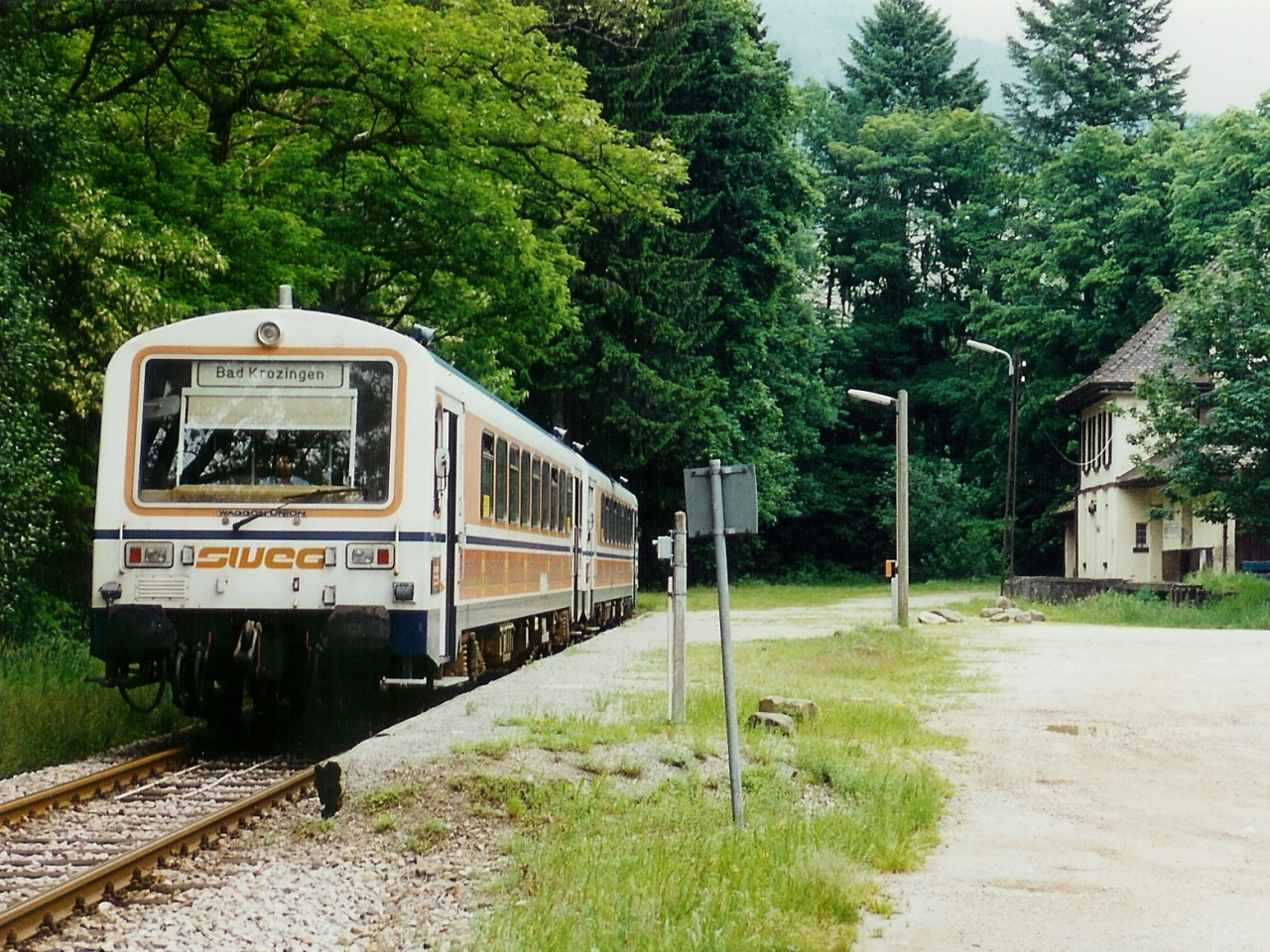
Dieseltriebwagen der Münstertalbahn im Endbahnhof Münstertal (1987)

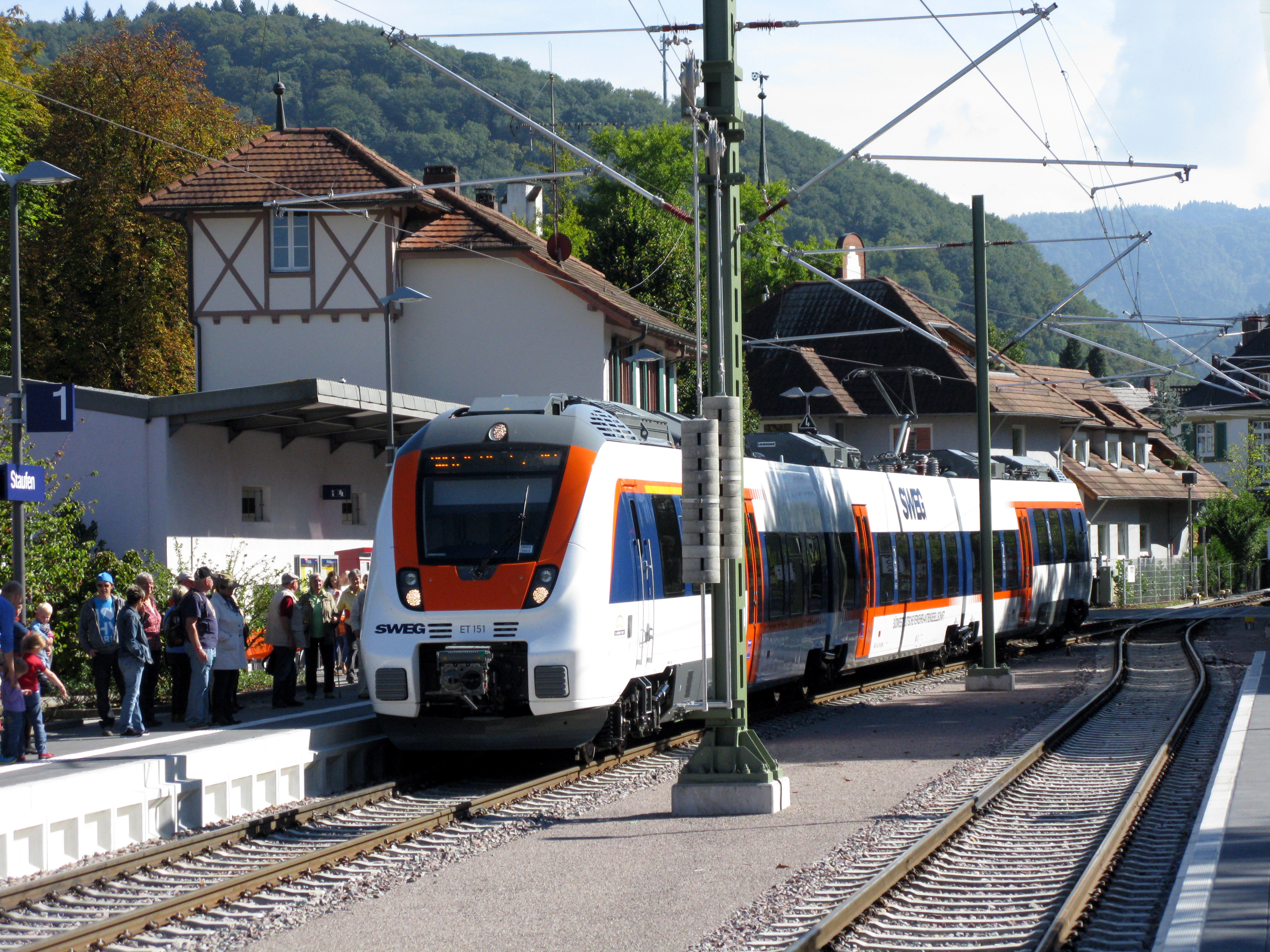
Bombardier Talent 2 der SWEG im Bahnhof Staufen

Ab 1933 wurde mit KMS VT1 ein erster Dieseltriebwagen auf der Münstertalbahn genutzt.
In den 1960er Jahren standen auf der Strecke mit dem T 3 ein 1928 bei der Waggonfabrik Werdau gebauter und mit dem T 104 (Baujahr 1952) ein Esslinger Triebwagen im Einsatz. Da die Münstertalbahn nach der Stilllegung des Endabschnitts nach Sulzburg nur noch über eine winzige Werkstatt – für deren Schuppen der Esslinger zu lang war – in Staufen verfügte, musste die meisten Arbeiten an jenem im Freien durchgeführt werden.
Ab Anfang der 1980er Jahre wurden auf der Münstertalbahn Dieseltriebwagen der Baureihe NE 81 eingesetzt, die in den 1990er Jahren von Regio-Shuttles ersetzt wurden.
Die 11 Kilometer lange Strecke wurde bis 2012 von drei Dieseltriebwagen dieses Typs befahren. Da sich die Lieferung der zwei neuen elektrischen Fahrzeuge des Typs Bombardier Talent 2 (ET 150 und 151) verzögerte, wurden von Juni bis September leihweise Regio-Shuttle der Ostdeutschen Eisenbahn (ODEG) eingesetzt.
Die zwei Fahrzeuge trafen Anfang Juli 2013 im SWEG-Betriebshof in Endingen ein. Erste Test- und Schulungsfahrten der neuen Triebwagen sollten ursprünglich im April 2013 beginnen, verzögerten sich jedoch auf Grund des Zulassungsprozesses und der Finanzierungszusagen des Landes Baden-Württemberg auf Ende Juli. Am 9. September 2013 erfolgte schließlich der erste Einsatz der Talent 2 im Fahrgastbetrieb. Seit dem 14. Juni 2020 sind neue Fahrzeuge des Typs Bombardier Talent 3 in Betrieb. Die beiden bisherigen Fahrzeuge mit den Betriebsnummern 1442 150 und 151 wurden an Alpha Trains verkauft, die sie an die Cantus Verkehrsgesellschaft vermietet.